# Panysinus nitens
Panysinus nitens är en spindelart som beskrevs av Simon 1901. Panysinus nitens ingår i släktet Panysinus och familjen hoppspindlar. Inga underarter finns listade i Catalogue of Life.